# Thomas Di Pauli
Thomas Di Pauli von Treuheim (Bolzano, 29 aprile 1994) è un ex hockeista su ghiaccio italiano con cittadinanza statunitense, di ruolo centro o ala sinistra.
Anche il fratello maggiore Theo è stato un giocatore di hockey su ghiaccio a livello universitario, vincendo un titolo NCAA.

## Carriera
Nato a Bolzano e cresciuto a Caldaro sulla Strada del Vino, Di Pauli è figlio di un altoatesino e di una statunitense.
A partire dai tre anni comincia a praticare l'hockey su ghiaccio con il Caldaro, con cui ha vinto un campionato italiano Under 12; è poi passato alle giovanili dell'Hockey Club Bolzano con cui ha vinto il titolo under 14.
All'età di quattordici anni si è trasferito con la famiglia negli Stati Uniti d'America, a Downers Grove nei pressi di Chicago. Nel 2010 è entrato nello USA Hockey National Team Development Program, ed è entrato nel giro delle nazionali giovanili. Con la nazionale Under-18 ha vinto il titolo mondiale nel 2012. Due anni più tardi ha giocato il mondiale Under-20.
È stato scelto al draft del 2012 dai Washington Capitals, al quarto giro (100ª scelta assoluta), ma non siglò mai un contratto coi Capitals, continuando a giocare nella squadra dell'Università di Notre Dame, e nell'estate 2016 ritornò free agent, potendo siglare un contratto di due anni coi Pittsburgh Penguins, che lo girarono al farm team in American Hockey League, i Wilkes-Barre/Scranton Penguins.
Il 4 gennaio del 2020 ha fatto il suo esordio in NHL con la maglia dei Penguins, divenendo così il primo giocatore formatosi hockeisticamente in Italia ad esordire nel principale campionato di hockey su ghiaccio, sebbene fosse il tredicesimo giocatore ad esservi nato.
Al termine della stagione, tuttavia, rimase svincolato e per la stagione 2020-2021 non trovò una squadra. Nel giugno del 2021 fece ritorno in Europa, accettando l'offerta dei Krefeld Pinguine della Deutsche Eishockey-Liga, guidati in panchina dal suo ex allenatore ai Wilkes-Barre/Scranton Penguins, Clark Donatelli. Poche settimane dopo, tuttavia, venne annunciato il suo ritiro, a soli 27 anni, a causa di un non meglio precisato infortunio alla parte inferiore del corpo, tanto grave da pregiudicarne l'attività.

## Palmarès

### Giovanili

#### Club
- Campionato italiano Under-12: 1

Caldaro: 2006
- Campionato italiano Under-14: 1

Bolzano: 2007
- Mason Cup: 1

Notre Dame: 2013

#### Nazionale
- Campionato mondiale di hockey su ghiaccio Under-18: 1

Stati Uniti under 18: 2012